# Serca i zbroja
Serca i zbroja (wł. I Paladini - storia d'armi e d'amori, ang. Hearts and Armour) – włoski film kostiumowy i widowiskowy fantasy. 

## W rolach głównych
- Ronn Moss - Ruggero
- Tanya Roberts - Angelica (Isabella)
- Barbara De Rossi - Bradamante

## Opis fabuły
Kiedyś i gdzieś w średniowieczu. W leżących niedaleko siebie obozach wrogich sobie chrześcijanin i Maurów, sposobią się do walki wojownicy. Bradamante, piękna i silna kobieta, jest jedną z najdzielniejszych wojowników chrześcijan. Wróżba Cyganki mówi, że Bradamante zakochana w Ruggero, księciu Maurów, który zostanie zabity przez Orlando, towarzysza broni pięknej chrześcijanki. Wszystko wskazuje, że nic nie jest w stanie zmienić przepowiedni. Bradamante porywa księżniczkę Maurów - Angelikę i więzi ją w obozie chrześcijan. Orlando zakochuje się w księżniczce. Bohaterstwo, nienawiść i miłość - walka Maurów z chrześcijanami - to również walka namiętności...